# Alfred Bohrmann
Alfred Bohrmann (28 de fevereiro de 1904 – 4 de janeiro de 2000) foi um astrónomo alemão.
Ele fez sua dissertação de Ph.D. em 1927 no Landessternwarte Heidelberg-Königstuhl (Observatório Heidelberg-Königstuhl, próximo a Heidelberg) na Universidade de Heidelberg.
Na ocasião, o observatório de Heidelberg era um centro de descoberta de asteróides, incluindo Max Wolf e Karl Reinmuth, e durante sua estada lá Bohrmann descobriu alguns asteroides.

Bohrmann trabalhou no observatório de 1924 a 1969. O asteróide 1635 Bohrmann recebeu esse nome em sua homenagem.